# HD203522
HD203522 — хімічно пекулярна зоря спектрального класу F2, що має видиму зоряну величину в смузі V приблизно  6,6.
Вона  розташована на відстані близько 869,8 світлових років від Сонця.